# Willmersdorf (Thüringen)
Willmersdorf is een plaats en voormalige gemeente in de Duitse deelstaat Thüringen en maakt deel uit van de Ilm-Kreis.
De gemeente werd op 1 mei 1974 opgenomen in de gemeente Herschdorf, die op 1 januari 2019 werd opgeheven en opging in de gemeente Großbreitenbach.
Allersdorf en Willmersdorf waren vanaf 1 mei 1974  Ortsteile  van Herschdorf,  maar zijn na de herindeling  van begin 2019 aan Herschdorf gelijkwaardige stadsdelen van Großbreitenbach geworden.
Willmersdorf is een vrij afgelegen, langgerekt plattelandsdorp, gelegen langs twee doodlopende wegen, met nog relatief veel landbouw.
Allersdorf · Altenfeld · Böhlen · Friedersdorf · Gillersdorf · Großbreitenbach · Herschdorf · Neustadt am Rennsteig · Wildenspring · Willmersdorf